# Langelsheim
Langelsheim är en stad i Landkreis Goslar i det tyska förbundslandet Niedersachsen. Langelsheim, som har anor från 900-talet, har cirka 15 000 invånare.

## Administrativ indelning
Langelsheim består av fem Ortsteile.
- Astfeld mit Herzog-Julius-Hütte
- Bredelem mit Palandsmühle
- Langelsheim
- Bergstadt Lautenthal mit Hüttschenthal
- Wolfshagen im Harz